# Zeatîneț, Baranivka
Zeatîneț (în ucraineană Зятинець) este un sat în așezarea urbană Mareanivka din raionul Baranivka, regiunea Jîtomîr, Ucraina.

## Demografie
Componența lingvistică a localității Zeatîneț
     Ucraineană (100%)
Conform recensământului din 2001, toată populația localității Zeatîneț era vorbitoare de ucraineană (100%).